# S과정
S과정(S-process)은 낮은 중성자 밀도 및 낮은 온도를 지닌 방사성 물질의 중성자 포획 과정이다. S은 영어 slow(느린)를 나타낸다. P-과정 및 R-과정도 참조하기 바란다. S-과정은 골짜기 모양의 베타 안정성 조건을 따르면서 안정된 동위원소를 만들어낸다.
S과정은 태양보다 큰 별, 특히 적색거성에서 일어나는 것으로 생각된다. 수 초 정도에 일어나는 R-과정과는 달리, S-과정은 수 천년 단위에서 일어나는 것으로 생각된다. S-과정을 통해 원소가 주기율표 상에서 이동하는 정도는, 별이 철, 즉 중성자 포획-감마선 방출-베타 붕괴로 이어지는 원소 합성 과정을 위한 이른바 "씨앗 원소"를 생성하는 정도에 따라 결정된다. 이러한 이유로, 철을 생산하기에 충분한 정도의 그렇다고 너무 크지 않은 질량을 가진 별이 S-과정을 통해 원소를 생성하는 근원일 것이라고 생각된다. 너무 무거운 별은 철을 만들어내기는 하지만, 중간 정도 질량의 별에 비해 아주 짧은 삶을 누리며, S-과정에 부적절하다.
S과정은 주로 지역 근사(local approximation)를 이용해서 수학적으로 다루어진다. 지역 근사란 별 내부에 지속적인 중성자 다발이 있다는 가정하에, 충분한 원소가 존재한다는 이론적인 모델로, 원소의 존재 비율은 동위원소의 중성자 포획률에 반비례한다는 것이다.
S과정동안의 상대적으로 낮은 중성자 다발(105에서 1011 중성자/cm2 second)때문에, S-과정은 토륨이나 우라늄과 같은 무거운 방사선 동위원소를 생성할 수 없다. 최종적으로 S-과정은 다음과 같이 순환한다.
비스무트-209 + n0 → 비스무트-210 + γ
비스무트-210 → 폴로늄-210 + β-
폴로늄-210 → 납-206 + α
납-206은 이어 3개의 중성자를 포획하여 납-209로 되며, 납-209는 베타 붕괴를 통해 비스무트-209로 된다. 비스무트-209는 위와 같은 순환을 다시 시작한다.